# Philippine Welser

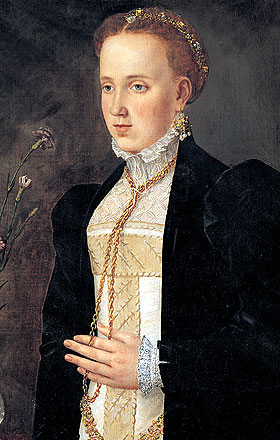
Philippine Welser

Philippine Welser, född 1527, död 24 april 1580, var morganatisk gemål till hertig Ferdinand av Tyrolen. 
Hon var dotter till den förmögne borgaren Friedrich Welser från Augsburg och Anna Adler. Under sin uppväxt gjorde hon sig känd för sitt intresse för köpmanskap, naturvetenskap och för sin skönhet. Det är inte känt hur hon blev bekant med kejsarens son Ferdinand. Hennes faster Catharina von Loxan mötte Ferdinand i maj 1556, och det är möjligt att det var hon som presenterade dem för varandra; de möttes troligen hösten 1556. I januari 1557 gifte sig Welser och Ferdinand i hemlighet. Äktenskapet avslöjades av Ferdinands far år 1559. Denne blev upprörd i egenskap av politiker, eftersom det omöjliggjorde ett arrangerat politiskt äktenskap för sonen, men som privatperson ska han ha varit tolerant. Enligt den överenskommelse som slöts med Ferdinands far skulle äktenskapet officiellt sett hållas hemligt, och eventuella barn skulle inte ha någon arvsrätt till dynastins Habsburgs arv, dock efter parets personliga tillgångar. De barn de fick skulle officiellt sett betraktas som hittebarn och upptas i familjen som fosterbarn. Paret fick två söner och därefter tvillingar, som dock avled i barndomen. Deras son Andreas blev 1576 kardinal som erkänsla för hans börd, vilket gjorde att äktenskapet erkändes.  
Philippine Welser fick titlarna markgrevinna av Burgau, lantgrevinna av Mellenburg och grevinna av Ober- och Niederhohenberg. Maken överlät flera gårdar på henne, och hon blev omtyckt av den lokala befolkningen. Hon levde främst på slottet Ambras, där hon ägnade sig åt naturvetenskapliga studier genom örtodling och farmakologi. Hon författade en skrift om farmakologi, och lämnade efter sig ett manuskript på 200 recept på örtmediciner. Detta förvarades sedan i Nationalbiblioteket i Wien. Det användes senare av bland andra Dr Georg Handsch. Hon skrev också en kokbok och en bönbok. 